# Забелино (муниципальный округ Егорьевск)
Забе́лино — деревня в муниципальном округе Егорьевск Московской области России.

## География
Деревня Забелино расположена в северо-восточной части муниципального округа Егорьевск, примерно в 6 километрах к северо-востоку от города Егорьевска. В 500 метрах к западу от деревни протекает река Любловка. Высота над уровнем моря 141 метров.

## Название
В письменных источниках упоминается как Черносвитова, Забелина (1554 год), с 1577 года — Забелино.
Название по имени жителей деревни, упоминаемых в 1554 году.

## История
До отмены крепостного права в России жители деревни относились к разряду государственных крестьян. После 1861 года деревня вошла в состав Нечаевской волости Егорьевского уезда. Приход находился в селе Рыжеве.
В 1926 году деревня входила в Рыжевский сельсовет Егорьевской волости Егорьевского уезда.
До 1994 года Забелино входило в состав Клеменовского сельсовета Егорьевского района, в 1994—2004 годы — Клеменовского сельского округа, а в 1994—2006 годы — Саввинского сельского округа.
До 2015 года входила в состав сельского поселения Саввинское.
В 2015 году вошла в состав городского округа Егорьевск, образованного в том же году путем упразднения Егорьевского района и объединения всех его поселений в единый городской округ.

## Демография
В 1885 году в деревне проживало 183 человека, в 1905 году — 216 человек (109 мужчин, 107 женщин), в 1926 году — 126 человек (49 мужчин, 77 женщин). По переписи 2002 года — 14 человек (8 мужчин, 6 женщин). Население — 19 человек (2010).
| 1859 | 1868 | 1885 | 1905 | 1926 | 2002 | 2006 |
| ---- | ---- | ---- | ---- | ---- | ---- | ---- |
| 137  | ↗167 | ↗183 | ↗216 | ↘126 | ↘14  | ↗17  |
| 2010 |      |      |      |      |      |      |
| ↗19  |      |      |      |      |      |      |